# Bischofsheim an der Rhön
Bischofsheim an der Rhön is een plaats in de Duitse deelstaat Beieren, gelegen in het Landkreis Rhön-Grabfeld. De stad telt 4.783 inwoners.

## Geografie
Bischofsheim an der Rhön heeft een oppervlakte van 67,72 km² en ligt in het zuiden van Duitsland.

## Toerisme
Grootste trekpleister van Bischofsheim is de 928-meter hoge Kreuzberg. In de winter ideaal om zijn vele wintersportmogelijkheden, in de zomer een wandelgebied. Op de berg ligt ook het Kloster Kreuzberg, waar monniken hun eigen bier verkopen.
Aubstadt ·
Bad Königshofen i.Grabfeld ·
Bad Neustadt a.d.Saale ·
Bastheim ·
Bischofsheim a.d.Rhön ·
Burglauer ·
Fladungen ·
Großbardorf ·
Großeibstadt ·
Hausen ·
Hendungen ·
Herbstadt ·
Heustreu ·
Höchheim ·
Hohenroth ·
Hollstadt ·
Mellrichstadt ·
Niederlauer ·
Nordheim v.d.Rhön ·
Oberelsbach ·
Oberstreu ·
Ostheim v.d.Rhön ·
Rödelmaier ·
Saal a.d.Saale ·
Salz ·
Sandberg ·
Schönau a.d.Brend ·
Sondheim v.d.Rhön ·
Stockheim ·
Strahlungen ·
Sulzdorf a.d.Lederhecke ·
Sulzfeld ·
Trappstadt ·
Unsleben ·
Willmars ·
Wollbach ·
Wülfershausen a.d.Saale